# Leptodontium densifolium
Leptodontium densifolium là một loài Rêu trong họ Pottiaceae. Loài này được (Mitt.) Mitt. mô tả khoa học đầu tiên năm 1869.